# Aleuropteryx capensis
Aleuropteryx capensis är en insektsart som beskrevs av Meinander 1983. Aleuropteryx capensis ingår i släktet Aleuropteryx och familjen vaxsländor. Inga underarter finns listade i Catalogue of Life.